# Antonio Henrique Pinheiro Silveira
Antonio Henrique Pinheiro Silveira (Belo Horizonte, 19 de dezembro de 1964) é um economista brasileiro.
Foi ministro-chefe da Secretaria Nacional dos Portos do Brasil entre 3 de outubro de 2013 e 26 de junho de 2014, quando foi substituído pelo ex-ministro dos Transportes, César Borges.